# Alan L. Hart
Alan L. Hart (Condado de Coffey, 4 de octubre de 1890  – 1 de julio de 1962) fue un médico, radiólogo, investigador de tuberculosis, escritor y novelista estadounidense.  Fue pionero en el uso de la radiografía de rayos X para la detección de tuberculosis y ayudó a poner en práctica programas de detección que salvaron miles de vidas.
En 1917-18, Hart se sometió a una histerectomía.

## Infancia

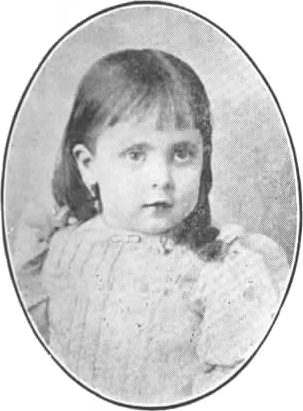
Alan Hart de bebé.

Alan L. Hart nació el 4 de octubre de 1890 en Halls Summit, Condado de Coffey, Kansas, del matrimonio formado por Albert L. Hart y su esposa Edna (de soltera, Bamford). Cuando su padre murió de fiebre tifoidea en 1892, su madre recuperó su apellido de soltera y trasladó a la familia al condado de Linn, Oregón, donde estuvo cuidando a su propia madre durante un período en que estuvo enferma. Cuando Hart tenía cinco años, su madre se volvió a casar con Bill Barton, y se mudaron a la granja del padre de Edna. Hart escribió más tarde, en 1911, sobre lo feliz que fue durante esa época, cuando era libre de presentarse como hombre, jugando con los juguetes de niño hechos por su abuelo. Sus padres y abuelos aceptaron y apoyaron en gran medida su expresión de género, aunque su madre describía su "deseo de ser un niño" como "tonto". Los obituarios de sus abuelos, de 1921 y 1924, incluyen en ambos casos a Hart como "nieto". Cuando Hart tenía 12 años, la familia se mudó a Albany. Allí Hart se vio obligado a presentarse como mujer para poder asistir a la escuela, donde fue tratado como a una niña. Continuó pasando las vacaciones en la granja de su abuelo, presentándose como hombre entre sus amigos varones, "burlándose de las niñas y jugando a juegos de niños". Según un recuerdo en el Halls Summit News del 10 de junio de 1921, "La joven Hart era diferente, incluso entonces. La ropa de niño le sentaba mejor. Alan siempre se consideró un niño y pedía a su familia que le cortara el cabello y la dejara usar pantalones. A Alan no le gustaban las muñecas pero le encantaba jugar a ser médico. Odiaba las tareas tradicionales de las niñas, prefiriendo el trabajo de la granja con los hombres. Su autosuficiencia, que se convirtió en un rasgo característico y permanente, era evidente desde el principio: una vez cuando accidentalmente se cortó la punta del dedo con un hacha, Alan se lo curó él mismo, sin decir nada al respecto a la familia".
Durante sus años escolares, Hart pudo escribir ensayos bajo el seudónimo "Robert Allen Bamford, Jr." con poca resistencia por parte de sus compañeros de clase o maestros. En esa época no era extraño que los escritores usaran seudónimos, incluso asumiendo nombres asociados con el género opuesto. Hart publicó artículos en periódicos locales y en publicaciones escolares y universitarias con este nombre, o como "presentado por un chico anónimo", o usando el neutral "A. L. H." o "A. Hart". Usó su nombre legal solo cuando le obligó la presión de sus compañeros o de personas mayores. Sus primeros trabajos trataban temas masculinos, incluso cuando se le pedía que escribiera sobre temas relativos a la vida de las mujeres. Cuando se le pedía que escribiera sobre compañeras de clase o amigas, las describía como boxeadoras profesionales o jugadoras de baloncesto juvenil. 

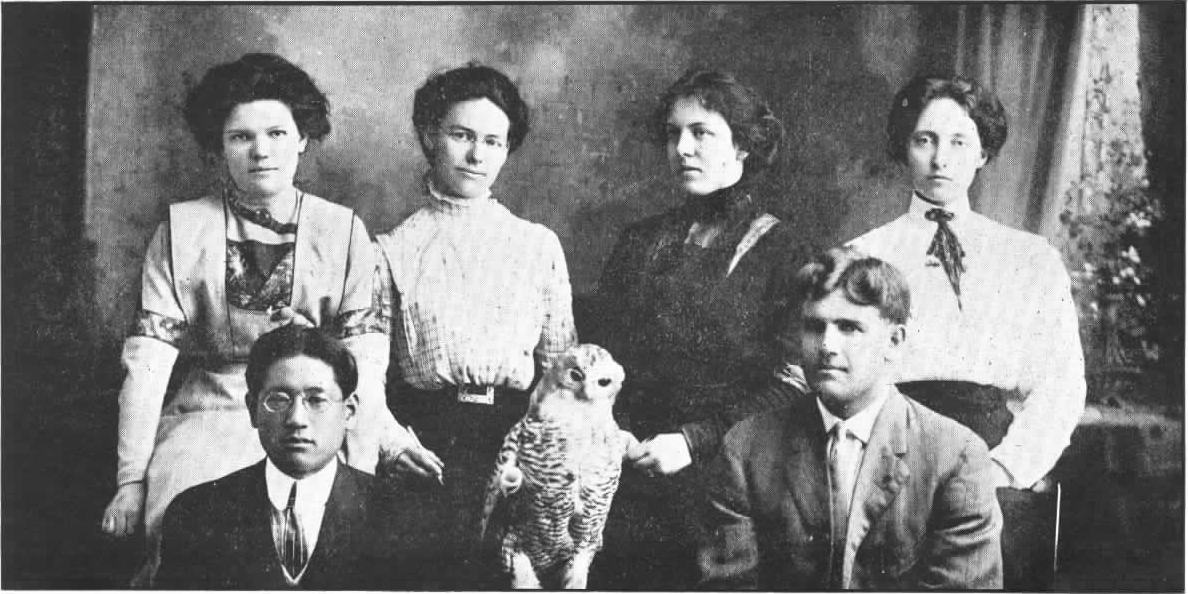
Hart (derecha) como parte del personal editorial del anuario universitario.

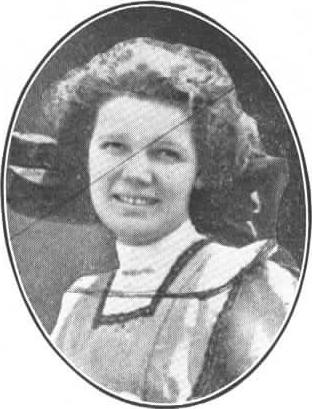
Eva Cushman, el amor universitario de Alan.

Hart asistió a la universidad de Albany College (en la actualidad, Lewis &amp; Clark College), y posteriormente se trasladó, junto con su compañera de clase y pareja Eva Cushman a la Universidad Stanford para el año escolar 1911-1912 antes de regresar a Albany. Hart se graduó en el Albany College en 1912, y en 1917 obtuvo un doctorado en medicina del Departamento de Medicina de la Universidad de Oregón en Portland (ahora Oregon Health & Science University). Durante este período, Hart regresó al norte de California para asistir a cursos en el verano de 1916 en la Facultad de Medicina de la Universidad de Stanford, en aquel momento ubicada en San Francisco. Hart estaba profundamente descontento de que su título médico se emitiera con su nombre femenino, lo que limitaba sus oportunidades de usarlo en cualquier vida futura con un nombre masculino. Los registros de la universidad muestran que al menos uno de los altos funcionarios se mostró comprensivo; sus registros de graduación fueron indexados internamente como "Hart, L. (también conocido como Robert L.), MD". No obstante, Hart sabía que si se presentaba como Robert, cualquier posible empleador que verificara sus credenciales descubriría el nombre de mujer o no encontraría ningún registro suyo. Después de graduarse, trabajó durante un corto periodo (presentándose como mujer) en un hospital de la Cruz Roja en Filadelfia.

## Transición
Al llegar a la edad adulta, Hart buscó asesoramiento psiquiátrico y cirugía radical para vivir como hombre. Hart fue la primera transición masculina transgénero documentada en los Estados Unidos, aunque cirugías de reasignación de sexo se habían llevado a cabo anteriormente en Alemania, incluido un hombre, tratado por el sexólogo alemán Magnus Hirschfeld, que ganó el derecho a servir en el ejército alemán. El caso de Karl M. Baer en 1906/07 había establecido un nuevo precedente para la cirugía de cambio de sexo al obtener el apoyo simultáneo de los sectores psiquiátrico, legal y quirúrgico. Entonces existía un precedente médico y legal para la transición; el enfoque de Hart a su propia transición parece haberse basado en el caso Baer. 
En 1917, Hart contactó con Joshua Allen Gilbert, Ph.D., MD, de la Universidad de Oregón y solicitó una cirugía para eliminar la menstruación y la posibilidad de embarazarse. También le presentó a Gilbert un argumento eugenésico, sobre que una persona con "inversión anormal" debería ser esterilizada. Gilbert inicialmente se mostró reacio, pero reconoció que Hart era "extremadamente inteligente y no tenía una enfermedad mental, sino que padecía un trastorno misterioso para el cual yo [Gilbert] no tengo explicación". Reconoció que Hart se sentía claramente como un hombre, que se describía a sí mismo utilizando frases tales como "los otros compañeros y yo" y preguntando "¿qué podría hacer un hombre?". Gilbert escribió, en notas sobre el caso publicadas en el Journal of Nervous and Mental Disorders (Diario de Trastornos Nerviosos y Mentales) en 1920, que "desde un punto de vista sociológico y psicológico, ella [Hart] es un hombre" y que "vivir como uno era la única oportunidad de Hart para tener una existencia feliz, lo mejor que se puede hacer". Añadía: "Permitan que quien encuentre en sí mismo una tendencia a criticar, ofrezca algún método constructivo para tratar el problema en cuestión. No lo hará por las dificultades que encontrará. El paciente y yo hemos hecho todo lo posible". 
Las primeras cirugías de este tipo implicaban la implantación de tejido testicular para sustituir a los ovarios extirpados. Las hormonas masculinas cristalinas se habían extraído en cantidades utilizables de la orina masculina en 1903, pero generaban riesgo de infección. Las primeras hormonas sintéticas no se fabricaron hasta 1920 (por Bayer), y cuando tuvo la oportunidad, Hart se sometió posteriormente a terapia hormonal tomando testosterona, lo que condujo a una masculinización, incluyendo voz más grave y vello facial.
La cirugía de Hart se finalizó en la Facultad de Medicina de la Universidad de Oregón[cita requerida] durante las vacaciones de invierno de 1917-1918. A partir de ese momento cambió legalmente su nombre. 
Fue médico interno en el Hospital de San Francisco. Un excompañero de clase lo reconoció allí, y fue puesto al descubierto como transgénero en el periódico Spokesman-Review el 6 de febrero de 1918. La cabecera del artículo se refería a él por su nombre de nacimiento, describiéndolo como graduado de Stanford "siendo un compañero blandito ...con gestos afectados". Otro periódico, el San Francisco Examiner publicó el titular "Muchacha se hace pasar por doctor en hospital".
En febrero de 1918 se casó con su primera esposa, Inez Stark, y se mudó con ella a Gardiner, Oregón, para establecer su propia práctica médica. 
En una entrevista con un periódico local, Hart declaró que era "más feliz desde que hice este cambio de lo que nunca lo había sido en mi vida, y continuaré así mientras viva [...] Nunca he ocultado nada sobre mi [cambio] a la ropa de hombre [...] Vine a casa para mostrarles a mis amigos que no me avergüenzo de nada".

## Vida después de la transición
En Oregón, Hart sufrió un golpe temprano cuando un excompañero de clase de la escuela de medicina lo delató como hombre trans, lo que obligó a Hart y a su esposa a mudarse. Para Hart, esta experiencia fue traumática y nuevamente consultó a Gilbert, quien escribió que Hart había sufrido "el proceso de persecución ... que nuestra organización social moderna puede llevar a cabo con perfección y refinamiento".[cita requerida] Hart estableció una nueva práctica en el remoto Huntley, Montana, escribiendo más tarde que "hizo operaciones en granjas y casas ... (hasta) que el accidente del otoño de 1920 acabó con la mayoría de los granjeros y ganaderos de Montana y yo con ellos ". Luego realizó un trabajo itinerante, hasta que en 1921, por recomendación escrita del notable doctor Harriet J. Lawrence (condecorado por el presidente Wilson por desarrollar una vacuna contra la gripe), se aseguró un puesto como médico en el sanatorio de Albuquerque. 
Los traslados, la inseguridad financiera y el secreto fueron duros para el matrimonio Hart, y Stark lo dejó en septiembre de 1923. Le ordenó que no tuviera más contacto con ella y se divorció de él en 1925. El mismo año Hart se casó con su segunda esposa, Edna Ruddick; la unión duró hasta el final de su vida. En 1925 Hart se mudó a la Escuela Trudeau de Tuberculosis en Nueva York, donde también realizó trabajos de posgrado; pasó 1926-1928 como médico en el sanatorio Rockford TB en Illinois. En 1928 Hart obtuvo una maestría en Radiología de la Universidad de Pensilvania. En 1929 fue nombrado Director de Radiología del Hospital General de Tacoma. Durante la década de 1930, la pareja se mudó a Idaho, donde Hart trabajó durante la década de 1930 y principios de 1940. También el trabajo lo llevó a Washington, donde recibió una beca de investigación como radiólogo en Spokane. Durante la guerra, Hart fue además asesor médico en el cuartel general de reclutamiento y admisiones del ejército en Seattle, mientras que su mujer trabajó para el Departamento de Bienestar del Condado de King en la misma ciudad. 
En 1948, después de que Hart obtuviera una maestría en salud pública de Yale, la pareja se mudó a Connecticut, donde Hart había sido nombrado Director de Hospitalización y Rehabilitación de la Comisión de Tuberculosis del Estado de Connecticut. La pareja vivió el resto de su vida en West Hartford, Connecticut, donde Ruddick se convirtió en profesora de la Universidad de Hartford. Después de la Segunda Guerra Mundial, la testosterona sintética empezó a estar disponible en los EE. UU., y por primera vez Hart pudo dejarse crecer la barba y afeitarse. También desarrolló una voz más profunda, haciéndolo más seguro y sus apariciones públicas más fáciles.
Durante los últimos seis años de su vida, Hart dio numerosas conferencias y dedicó todo su tiempo libre a la recaudación de fondos para investigación médica y para apoyar a pacientes con tuberculosis avanzada que no podían pagar el tratamiento. Fue miembro de la American Thoracic Society, la American Public Health Association, la American Association for the Advancement of Science y la American Civil Liberties Union, entre muchos otros. Socialmente, tanto él como Ruddick eran muy queridos, siendo líderes activos de su comunidad. Hart sirvió durante ocho años como vicepresidente de su consejo local de la Iglesia Unitaria. 
Hart murió de insuficiencia cardíaca el 1 de julio de 1962. Conforme a su última voluntad, su cuerpo fue incinerado y sus cenizas esparcidas sobre Puget Sound, donde él y Ruddick pasaron muchos veranos felices juntos. 
En una ocasión, Hart dijo,[¿cuándo?] durante un discurso para estudiantes de medicina que se estaban graduando, "Cada uno de nosotros debe tener en cuenta la materia prima que la herencia nos otorgó al nacer y las oportunidades que hemos tenido en el camino, y finalmente valorar de forma sensata nuestras personalidades y logros".

## Investigación sobre la tuberculosis
Hart dedicó gran parte de su carrera a la investigación y el tratamiento de la tuberculosis. A principios del siglo XX, la enfermedad era la principal causa de muerte en Estados Unidos. Los médicos, incluido Hart, se dieron cuenta de que innumerables enfermedades —consunción, tisis, tisis pulmonar, enfermedad de Koch, escrófula, lupus vulgaris, peste blanca, mal de King, enfermedad de Pott y Gibbus— eran, de hecho, diferentes casos de tuberculosis (TB). La tuberculosis generalmente atacaba en primer lugar los pulmones de las víctimas; Hart fue uno de los primeros médicos en documentar cómo se propagaba, a través del sistema circulatorio, causando lesiones en los riñones, la columna vertebral y el cerebro, lo que finalmente resultaba en la muerte. Los científicos habían descubierto en el siglo XIX que la tuberculosis no era hereditaria, sino que un bacilo en el aire se propagaba rápidamente entre las personas cercanas, a través  de la tos y estornudos. Esto significaba que podría tratarse, pero sin cura para la enfermedad en sus etapas avanzadas, la única esperanza para los pacientes era la detección temprana. 
Los rayos X, o rayos Roentgen, como se los conocía más comúnmente hasta la Segunda Guerra Mundial, tan solo se descubrieron en 1895, cuando Hart tenía cinco años. A principios del siglo XX se utilizaron para detectar fracturas óseas y tumores, pero Hart se interesó en su potencial para detectar la tuberculosis. Dado que la enfermedad a menudo no presentaba síntomas en sus primeras etapas, el uso de los rayos X fue muy importante para la detección temprana. Incluso las primeras máquinas rudimentarias de rayos X podían detectar la enfermedad antes de que se volviera crítica. Esto permitió un tratamiento temprano, a menudo salvando la vida del paciente. También significaba que las víctimas podían ser identificadas y aisladas del resto de la población, disminuyendo en gran medida la propagación de la enfermedad. Las campañas de recaudación de fondos públicos, como la campaña Christmas Seal, ayudaron a financiar estos esfuerzos. Cuando finalmente se introdujeron los antibióticos en la década de 1940, los médicos que utilizaron las técnicas que desarrolló Hart habían logrado reducir el número de muertes por tuberculosis a un quincuagésimo. 
En 1937, Hart fue contratado por Asociación de Tuberculosis de Idaho y más tarde se convirtió en el Jefe de Control de Tuberculosis del estado. Estableció las primeras clínicas de detección de TB tanto fijas como móviles de Idaho y encabezó la guerra del estado contra la tuberculosis. Entre 1933 y 1945, Hart viajó extensamente a través de las zonas rurales de Idaho, cubriendo miles de millas mientras daba conferencias, realizaba pruebas masivas de tuberculosis, capacitaba a personal nuevo y trataba los efectos de la epidemia. 
Siendo un escritor experimentado y accesible, Hart escribió muchos artículos para revistas médicas y publicaciones generales, describiendo la tuberculosis para audiencias técnicas y generales y brindando consejos sobre su prevención, detección y cura. En aquel momento, la palabra "tuberculosis" tenía un estigma social similar al de la enfermedad venérea, por lo que Hart insistió en que sus clínicas se denominaran "clínicas de tórax", él mismo "médico de tórax" y sus pacientes como "pacientes de tórax". La discreción y la compasión fueron herramientas importantes en el tratamiento de una enfermedad estigmatizada. 
En 1943 Hart, ya reconocido como una autoridad en el campo de la Roentgenología tuberculosa, compiló su extensa investigación y otros casos detectables por rayos X en un compendio definitivo, These Mysterious Rays: A Nontechnical Discussion of the Uses of X-Rays and Radio, Chiefly in Medicine (pub. Harper & Brothers), que incluso hoy sigue siendo un texto básico. El libro fue traducido a varios idiomas, incluido el español. 
En 1948, Hart fue nombrado Director de Hospitalización y Rehabilitación de la Comisión de Tuberculosis del Estado de Connecticut. Al igual que en Idaho, el Dr. Hart se hizo cargo de un programa masivo de detección de TB a través de rayos X, enfatizando la importancia de la detección y el tratamiento tempranos. Ocupó este cargo durante el resto de su vida, y se le atribuye haber ayudado a contener la propagación de la tuberculosis en Connecticut como ya lo había hecho anteriormente en el noroeste del Pacífico. Programas similares basados en su liderazgo y metodología en este campo seguidos en otros estados salvaron también miles de vidas.

## Escritura de ficción
Además de su práctica médica y su investigación, Hart mantuvo otra carrera como novelista. En sus inicios publicó en revistas locales, escolares y universitarias, y más adelante publicó cuatro novelas, principalmente sobre temas médicos. Sus cuatro novelas incorporan temas semiautobiográficos: En The Undaunted (El Indomable) (1936), un médico, Richard Cameron, se describe a sí mismo como "lisiado" después de que le amputaran el pie como consecuencia de una infección ósea persistente. A Cameron le preocupa que este defecto físico aleje a las mujeres, pero termina casándose con su novia. Un segundo personaje, un radiólogo llamado Sandy Farquhar, es un hombre gay que ha sido acosado y atormentado, conducido de un trabajo a otro, por causa de su sexualidad. Farquhar, que es bajo, delgado y con gafas, se parece físicamente a Hart y se considera "el poseedor de un cuerpo defectuoso" del que desea escapar, un activo típico de la disforia de género. Otra novela, En la vida de los hombres, contiene un personaje masculino gay al que le falta un brazo. 

### Cuentos
Sus cuentos fueron recopilados en The Life and Career of Alberta Lucille / Dr. Alan L. Hart, with collected early writings, de Brian Booth.
- 1908 Frankfort Center (publicado en el Albany High School Whirlwind). Para una tarea en que se le pidió escribir sobre mujeres universitarias y actividades deportivas, Hart describió a la ambigua "Frances", boxeadora y jugadora de baloncesto.
- 1909 My Irish Colleen (Publicado anónimamente en el Albany College Student, número de marzo de 1909) Un poema de amor, presentado como el trabajo de un estudiante anónimo sobre una chica irlandesa. Fue reimpreso en su anuario universitario en 1911, bajo su nombre femenino, revelando su enamoramiento de Eva Cushman.
- 1909 To the Faculty (Publicado en el Albany College Student, número de marzo de 1909) Una llamada a la rebelión estudiantil y una declaración de la necesidad de que los estudiantes fueran tomados en serio. El trabajo trata de palomas que extienden sus alas y vuelan, lo que refleja el sentido de encierro de Hart mientras se veía obligado a vivir como una mujer.
- 1909 The American 'Martha' (Publicado en el Albany College Student, número de diciembre de 1909) Una versión crítica del destino de las mujeres obligadas a ser amas de casa y a criar a sus hijas para el mismo destino. La pieza citaba la Biblia y reflejaba una preocupación por los derechos de las mujeres.
- 1909 ' Ma' on the Football Hero (publicado en el Albany College Student, número de diciembre de 1909).  Hart se pregunta "¿qué diría su madre si fuera un duro héroe del fútbol universitario?"
- 1910 The Magic of Someday (Publicado en Albany College Student, número de enero de 1910) Un lamento por la destrucción de los sueños de libertad desde su infancia cuando se vio obligado a ser mujer; terminando con la esperanza de un futuro en el que él, "con el corazón de un hombre", pudiera ser feliz.
- 1910 The National Triune (publicado en el Albany College Student, número de febrero de 1910) Publicado como trabajo de "Lucille Hart", la historia condena los escándalos políticos contemporáneos y la injusticia del sexismo, y expone las ideas de Hart sobre el carácter de un verdadero y respetable hombre.
- 1910 The Unwritten Law of the Campus (Publicado en el Albany College Student, número de marzo de 1910) Una discusión sobre la diferencia entre las leyes morales, las leyes físicas y las leyes convencionales, con referencia a la falta de cortesía de alguien que cuenta cotilleos sobre otro estudiante por contravenir las normas de género.
- 1911 An Idyll of a Country Childhood (publicado en "The Takenah" (Albany College Yearbook) 1911) En aquel momento, los hábitos de Hart de vestir como un hombre fuera de la universidad ya eran bien conocidos, y esta historia describía de manera franca sus primeros años y su libertad para vestirse y vivir como un chico.

### Novelas
- 1935 Doctor Mallory (publicado por WW Norton & Company, Inc.) Se convirtió en un best-seller de la noche a la mañana. La primera novela de Hart se basaba en sus experiencias como médico de un pequeño pueblo en Gardiner, Oregon. Retrataba la profesión médica como cada vez más comercial, y fue la primera exposición del mundo médico por parte de un médico.
- 1936 The Undaunted (publicado WW Norton & Company, Inc.) Esta novela mostraba al médico gay "Sandy Farquhar" siguiendo una carrera en radiología "porque pensó que no importaría en un laboratorio cuál era la personalidad de un hombre", conflictos y temas que el propio Hart había experimentado en sus primeros años de carrera.
- 1937 In the Lives of Men (publicado por WW Norton & Company, Inc.) La tercera novela de Hart fue calificada favorablemente por sus ideas sobre la medicina contemporánea, pero el crítico de una revista nacional (The Saturday Review of Literature) señaló "como médico, Hart sabe sorprendentemente poco sobre las mujeres".[26]
- 1942 Doctor Finlay Sees it Through (Publicado por Harper & Brothers) La última novela de Hart, que no debe confundirse con Dr. Finlay's Casebook de AJ Cronin, se considera que ha influido en la ficción médica posterior.[27]

## Legado
Tras la muerte de Hart, su esposa cumplió su deseo de establecer un fondo para la investigación de la leucemia, de la cual murió su madre. El interés sobre su patrimonio se dona anualmente al Fondo Alan L. y Edna Ruddick Hart, que otorga subvenciones para la investigación sobre la leucemia y su cura. 
El testamento de Hart, escrito en 1943, estipulaba que sus cartas y fotografías personales debían ser destruidas, y así se hizo tras su muerte en 1962. Hart había tratado durante toda su vida de controlar la interpretación que se hacía de su vida privada y emocional, y la destrucción de sus registros personales tras su muerte fueron acordes con este objetivo. Creyendo que el secreto de su historia personal estaba a salvo, no hizo ningún intento de contar su propia vida. Jonathan Ned Katz descubrió póstumamente su identidad como la "H" en las notas de Gilbert, y su identidad se describió como lesbiana. Los intentos de Katz de aprender más sobre la vida de Hart contactando a la viuda de Hart fueron desalentados por Edna Ruddick Hart. El mensaje transmitido por una amiga de ella en Albany fue: "Déjelo pasar. Ella es mayor y no quiere más angustia".

## Controversia
Los estudios sobre la vida de Hart han mostrado un notorio y amargo desacuerdo sobre si debería caracterizársele como transgénero o lesbiana, mientras que activistas y defensores de ambos grupos han reclamado a Hart como su representante. 
Jonathan Ned Katz, quien en Gay American History: Lesbians and Gay Men in the USA (1976) identificó por primera vez a Hart como la "H" seudónima en las notas del caso de Joseph Gilbert de los años 20, describió a Hart como lesbiana y describió su caso como uno donde las restricciones contemporáneas contra el lesbianismo eran tan fuertes que una "mujer" como Hart tuvo que adoptar una identidad masculina para poder tener relaciones amorosas con mujeres. Katz sostuvo asimismo en su Almanaque Gay / Lesbiano de 1983 : un nuevo documental que Hart era "claramente una mujer lesbiana, amante de las mujeres", pero ahora ha declarado que hoy no haría tales afirmaciones.
Frente a las afirmaciones de Katz, otros como Jillian Todd Weiss han afirmado que Hart se consideraba a sí mismo como un hombre desde la primera infancia, identificando la transfobia y el "desprecio evidente por las identidades transgénero" en la afirmación de que Hart era "realmente" una mujer. La viuda de Hart rechazó entrevistarse con Katz, ofendida por su categorización de su esposo (y, por extensión, ella misma) como lesbiana.
Algunos historiadores señalan que Hart nunca se describió a sí mismo como trans, pero el término no surgió hasta la década de 1920 y no se usó de forma habitual hasta la década de 1960, en la época de la muerte de Hart. También es cierto que Hart trabajó duro para mantener en secreto su identidad previa a la transición, y difícilmente habría tratado de reclamar públicamente una identidad trans. Otros, en cambio, han mantenido que Hart fue un pionero trans, que vivió después de su transición exclusivamente como hombre, tal como lo hacen muchas de las personas trans modernas.
Joy Parks describe la batalla, especialmente dentro de las comunidades LGBT de Portland, Oregon, por la identidad de Hart como "extremadamente fea".

## Información adicional

### Exposiciones
- En 2002, la Biblioteca Aubrey Watzek en el Lewis & Clark College realizó una exposición sobre la vida y los primeros escritos de Hart, titulada "La vida de los hombres": un vistazo literario a la vida de Alberta Lucille Hart / Dr. Alan L. Hart, un título basado en una de las novelas de Hart. La exposición se prorrogó durante casi un mes en vista del inesperado interés que generó.
- En 1994, la historia de la asistencia de Alan Lucille Hart y Eva Cushman a la Universidad de Stanford, junto con una breve descripción de sus vidas posteriores, se incluyó en la exposición histórica "Llegando a un acuerdo: amistad apasionada para la liberación gay en la granja" en Cecil H Biblioteca Verde en Stanford. La exposición fue comisariada por el académico independiente Gerard Koskovich; se desarrolló de julio a octubre de 1994 y fue objeto de un artículo destacado en el Stanford Daily.[36] Nótese que "la granja" en el título de la exposición es un apodo para el campus de Stanford.
- La historia de Hart y Cushman también apareció en una segunda exposición histórica en la Universidad de Stanford: "Creación de un espacio extraño en Stanford: páginas de un libro de recuerdos para estudiantes", que se exhibió en abril y mayo de 2004 en el vestíbulo del segundo piso de Tresidder Memorial Union en el Campus de Stanford. La exposición fue comisariada por el académico independiente Gerard Koskovich, con el estudiante de pregrado de Stanford Hunter Hargraves como comisario asociado.

### Describiendo a Hart como transexual/transgénero
- Katz, Jonathan. Gay American History: Lesbians and Gay Men in the USA. Ciudad de Nueva York: Thomas Y. Crowell, 1976.
- Katz, Jonathan Ned. Gay/Lesbian Almanac: A New Documentary. Ciudad de Nueva York: Harper and Row, 1983.
- Lauderdale, Thomas M. y Cook, Tom. "The Incredible Life and Loves of the Legendary Lucille Hart", Alternative Connection, vol. 2, números 12 y 13 (septiembre y octubre de 1993).
- Miller, Janet y Schwartz, Judith. Lesbian Physicians Sideshow, creado para la Asociación Americana de Médicos para la Conferencia de Derechos Humanos, Portland, Oregón (19 de agosto de 1993).

### Trabajos generales
- Booth, Brian. The Life and Career of Alberta Lucille / Dr. Alan L. Hart with Collected Early Writings. Lewis & Clark College, Portland, OR. 1999.
- Koskovich, Gerard. "Private Lives, Public Struggles", Stanford, vol. 21, N ° 2 (junio de 1993).
- Una compilación de los escritos de Hart en la universidad de las Colecciones Especiales de Lewis & Clark College, acompañada de una visión general y una cronología de la vida de Hart por Brian Booth, de Lewis and Clark College.